# Marino Ascanio Caracciolo
Marino Ascanio Caracciolo (Napoli, 1468 – Milano, 28 gennaio 1538) è stato un cardinale e vescovo cattolico italiano.

## Biografia
Nacque a Napoli nel 1468, figlio del patrizio Domizio Caracciolo, signore di Ruodi, e di Martuscella Caracciolo.
Nel breve periodo tra il 18 gennaio 1524 e il 24 luglio dello stesso anno fu vescovo di Catania, ma rassegnò le dimissioni in favore del fratello Scipione Caracciolo.
Fu creato 1º conte di Gallarate, con il feudo comprendente le località di Cassina Verghera, Samarate, Ferno, Bolladello, Cedrate, Solbiate sopra l'Arno, Santo Stefano, Peveranza, Arnate, Cardano (al Campo) e Oggiona, grazie alla donazione a lui fatta dal duca Francesco II Sforza il 13 luglio 1530; fu inoltre conte di Vespolate, nonché 2º duca di Atripalda (allora dominata dal principato dei Caracciolo), nella seconda metà del Cinquecento.
Fu creato cardinale diacono e riservato in pectore nel concistoro del 21 maggio 1535 da papa Paolo III; pubblicato nel concistoro del 31 maggio 1535 e il 12 novembre ricevette la berretta con la diaconia di Santa Maria in Aquiro.
Fu inoltre governatore del Ducato di Milano.
Morì il 28 gennaio 1538 all'età di 70 anni.

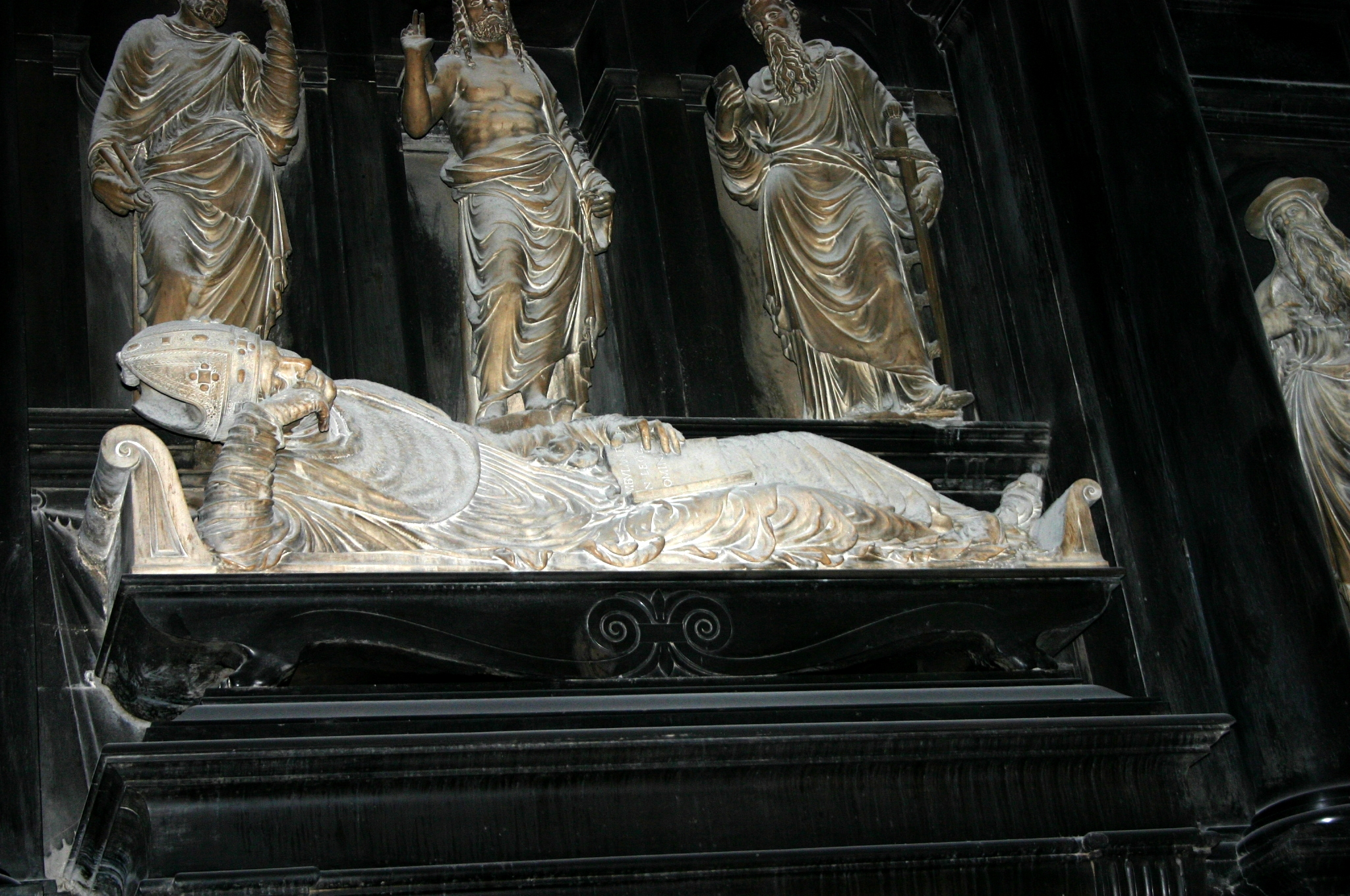
La tomba nel duomo di Milano